# Шарафетдінов Іміль Ірфанович
Іміль Ірфанович Шарафетдінов (рос. Шарафетдинов Имиль Ирфанович; нар. 2 листопада 1987, село Рибушкіно, Краснооктябрський район, Нижньогородська область) — російський борець греко-римського стилю, за національністю татарин, бронзовий призер чемпіонату світу, дворазовий срібний призер Кубків світу. Дворазовий чемпіон Росії (2010, 2012). Майстер спорту Росії міжнародного класу. Чемпіон світу з боротьби на поясах.

## Спортивні результати на міжнародних змаганнях

### Виступи на Чемпіонатах світу
| Змагання                        | Збірна | Вагова категорія | Місце  |
| ------------------------------- | ------ | ---------------- | ------ |
| Чемпіонат світу з боротьби 2010 | Росія  | 74 кг            | Бронза |

### Виступи на Кубках світу
| Змагання                    | Збірна | Вагова категорія | Місце  |
| --------------------------- | ------ | ---------------- | ------ |
| Кубок світу з боротьби 2011 | Росія  | 74 кг            | 11     |
| Кубок світу з боротьби 2012 | Росія  | 74 кг            | 8      |
| Кубок світу з боротьби 2014 | Росія  | 80 кг            | Срібло |
| Кубок світу з боротьби 2016 | Росія  | 85 кг            | Срібло |

### Виступи на інших змаганнях
| Змагання                                       | Збірна | Вагова категорія | Місце  |
| ---------------------------------------------- | ------ | ---------------- | ------ |
| Турнір Івана Піддубного 2009                   | Росія  | 74 кг            | Срібло |
| Турнір Дана Колова — Николи Петрова 2009       | Росія  | 74 кг            | Бронза |
| Турнір Івана Піддубного 2010                   | Росія  | 74 кг            | Бронза |
| Золотий Гран-прі з боротьби 2010               | Росія  | 74 кг            | Золото |
| Золотий Гран-прі з боротьби 2010               | Росія  | 74 кг            | 16     |
| Турнір Івана Піддубного 2011                   | Росія  | 74 кг            | Бронза |
| Вогні Москви 2011                              | Росія  | 74 кг            | Золото |
| Турнір Івана Піддубного 2012                   | Росія  | 74 кг            | Срібло |
| Золотий Гран-прі з боротьби 2012               | Росія  | 74 кг            | 19     |
| Золотий Гран-прі з боротьби 2012               | Росія  | 74 кг            | Бронза |
| Турнір Івана Піддубного 2013                   | Росія  | 84 кг            | 5      |
| Золотий Гран-прі з боротьби 2013               | Росія  | 84 кг            | 7      |
| Турнір Івана Піддубного 2014                   | Росія  | 80 кг            | Бронза |
| Турнір Дана Колова — Николи Петрова 2014       | Росія  | 80 кг            | Золото |
| Гран-прі Німеччини з боротьби 2014             | Росія  | 80 кг            | 12     |
| Кубок Вантаа з боротьби 2014                   | Росія  | 80 кг            | Золото |
| Кубок Президента Казахстану з боротьби 2015    | Росія  | 80 кг            | Золото |
| Кубок Алроси 2015                              | Росія  | 85 кг            | Золото |
| Турнір Івана Піддубного 2016                   | Росія  | 85 кг            | 9      |
| Чемпіонат Росії з греко-римської боротьби 2016 | Росія  | 85 кг            | 5      |